# ورنیلوتلی
ورنیلوتلی (به لاتین: Varanilvattalai) یک منطقهٔ مسکونی در سری‌لانکا است که در استان شمالی (سری‌لانکا) واقع شده‌است.